# Ordensschloss Sonnenburg

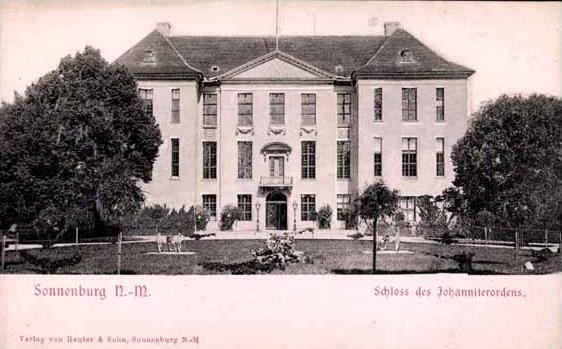
Ordensschloss Sonnenburg (um 1900)

Das Ordensschloss Sonnenburg ist ein als Ruine erhaltenes Schloss in der Neumark in Sonnenburg (Słońsk) im heutigen Polen. Bis 1945 war es der Sitz der Herrenmeister des Johanniterordens.

## Geschichte

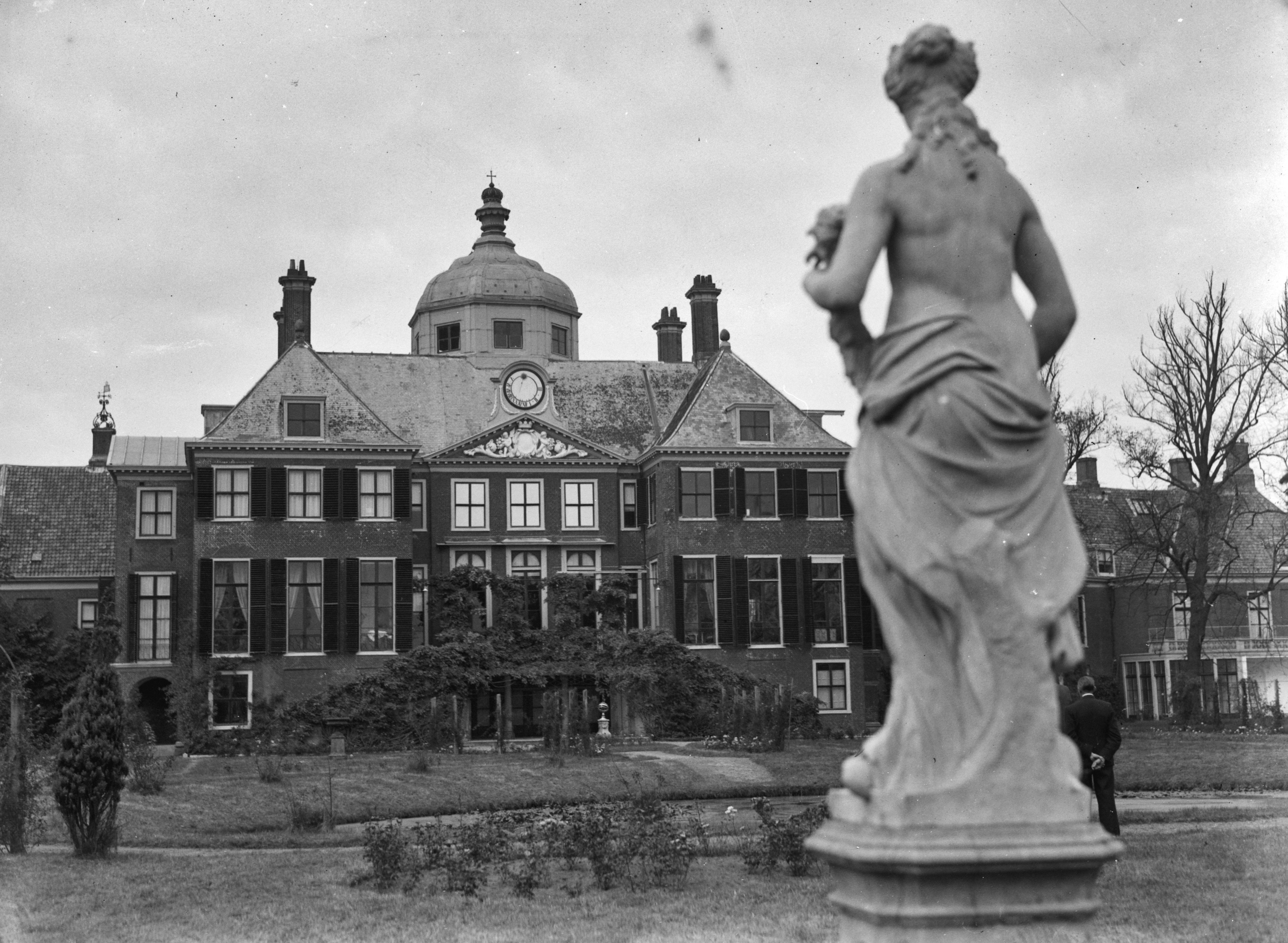
Rückseite des Palastes Huis ten Bosch, 1946

Das erste Schloss wurde 1341 errichtet. Von 1545 bis 1564 erbaute der Orden ein neues Schloss und Kirche. Bei Küstrin gelegen, wurden Sonnenburg und das Schloss im Dreißigjährigen Krieg zerstört. Der Herrenmeister Johann Moritz von Nassau-Siegen ließ daher vom niederländischen Baumeister Cornelis Ryckwaert von 1662 bis 1667 ein neues Residenzschloss errichten. Die Bauentwürfe stammen vom niederländischen Baumeister Pieter Post. Die Fassade hat eine starke Ähnlichkeit mit der Rückseite des Palastes Huis ten Bosch. Neben dem Ordensschloss hatte noch die damalige Johanniterkirche Sonnenburg enorme Bedeutung für die Kongregation.
Das Schloss war bis 1945 Sitz des jeweiligen Herrenmeisters, zuletzt Prinz Oskar von Preußen. Es überstand den Zweiten Weltkrieg ohne Schäden, brannte jedoch 1975 unter bis heute ungeklärten Umständen aus. Erhalten blieben nur die Hauptmauern, die seitdem zunehmend verfielen.
Am 13. Oktober 2019 wurde in Sonnenburg ein Partnerschaftsvertrag zwischen der Gemeinde Słońsk, dem damaligen brandenburgischen Kommendator des Johanniterordens Alexander von Stechow und der Stadt Seelow unterzeichnet. Im Projekt „Touristische Aufwertung der Geschichte des Johanniterordens im deutsch-polnischen Grenzland“ fließen finanzielle Mittel in Höhe von 2 Millionen Złoty für die Renovierung des Gebäudes nach Słońsk.
In der ersten Investitionsphase wurden Stuckelemente rekonstruiert, Fensterstürze repariert, der Gebäudekörper gesichert und mit einem provisorischen Dach abgedeckt. Das Innere des Schlosses wurde von Schutt und Vegetation befreit und einige der zugemauerten Fenster und Türen geöffnet und zum Schutz vor Vandalismus mit Gittern versehen. Außerdem wurde ein Zugang zum Haupteingang gepflastert. Das Betreten des Gebäudeinneren ist mit vorheriger Zustimmung möglich. Das Ordensschloss soll Informationspunkt und zentraler Ausgangspunkt einer Route durch 14 historische Orte des Johanniterordens im deutsch-polnischen Grenzgebiet werden.

## Siehe auch

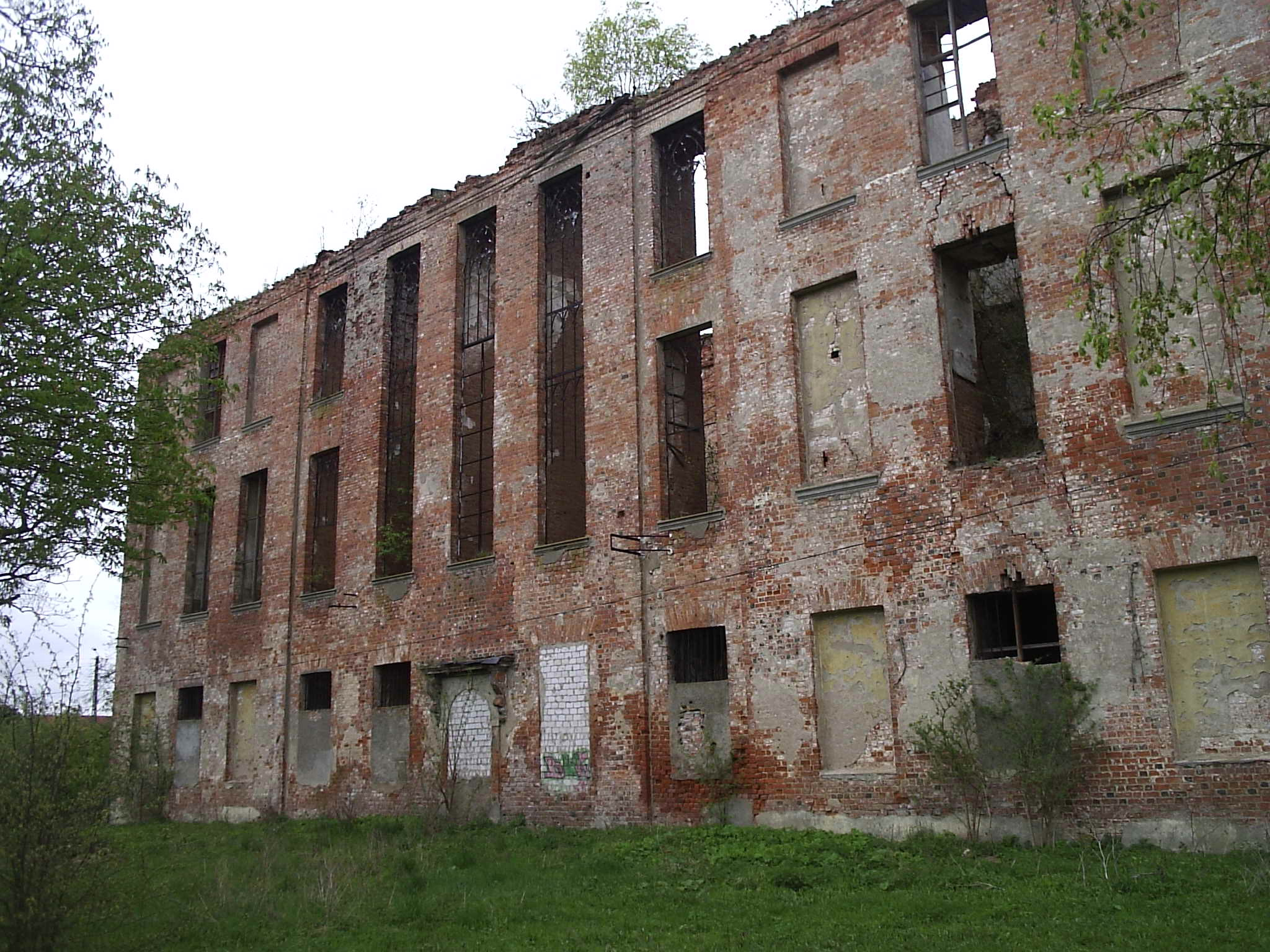
Schlossruine (2006)